# Средняя Терсь
Средняя Терсь — река в Кемеровской области, правый приток Томи (бассейн Оби).
Длина — 114 км, площадь водосбора — 1920 км².
Берёт своё начало на западном склоне Кузнецком Алатау в районе горы Круглая. Типично горная река. Протекают на значительном протяжении в узкой долине с высокими берегами. Общее падение реки от истока до устья составляет 700 м. Впадает в Томь на 520 км от устья. Русло изобилует островами и перекатами. Скорость течения на основном протяжении рек 0,7-1,0 м/с в межень, 3,0-4,0 м/с в паводок. На берегу расположен Мутный посёлок.

## Бассейн
- 7 км: Монашка
- 18 км: Мутная
- 20 км: Афониха
- 22 км: Средняя Маганакова
  - 21 км: Рассоха
  - 28 км: Гореловка
  - 38 км: Кривая
- 28 км: Гореловка
- 30 км: Першуткина
- 43 км: Малый Камзас
- 43 км: Большой Камзас
- 47 км: Кедровка
- 51 км: Изас
  - 1 км: Малый Изас
- 70 км: Крестовка
- 70 км: Левая Крестовка
- 77 км: Красная Речка
- 83 км: Ивановка
  - 16 км: Филиппова
- 85 км: Мирная
- 96 км: Воскресенка

## Данные водного реестра
По данным государственного водного реестра России относится к Верхнеобскому бассейновому округу, водохозяйственный участок реки — Томь от города Новокузнецк до города Кемерово, речной подбассейн реки — Томь. Речной бассейн реки — (Верхняя) Обь до впадения Иртыша.